# Schiacciatina
La schiacciatina (o chisolina) mantovana è una sorta di pane croccante secco e basso, molto fragrante, di forma quadrata o rettangolare, da gustare come spuntino, merenda o da accompagnare con un bicchiere di vino bianco secco.
Da non confondere con la focaccia, condita solo con olio.
Conosciuta sin dai tempi dei Gonzaga col nome di schizzadas, veniva consumata dai contadini come intermezzo nei lavori dei campi.
È prodotta anche industrialmente e venduta confezionata in sacchetti.